# Warren E. Hearnes
Warren Eastman Hearnes, född 24 juli 1923 i Moline, Illinois, död 16 augusti 2009 i Charleston, Missouri, var en amerikansk demokratisk politiker. Han var Missouris guvernör 1965–1973.
Hearnes deltog i andra världskriget i USA:s armé och fortsatte sin tjänstgöring fram till år 1949. Han avancerade till premiärlöjtnant. År 1952 avlade han sedan juristexamen vid University of Missouri. Han var Missouris statssekreterare 1961–1965.
Hearnes efterträdde 1965 John M. Dalton som Missouris guvernör och efterträddes 1973 av Kit Bond.
Hearnes hustru Betty var demokraternas kandidat i guvernörsvalet 1988 men led ett förkrossande nederlag mot republikanen John Ashcroft.